# مدال خدمات برجسته (نیروهای هوایی و فضایی آمریکا)
مدال خدمات برجسته (انگلیسی: Distinguished Service Medal) یک نشان نظامی نیروی هوایی ایالات متحده آمریکا و نیروی فضایی ایالات متحده آمریکا است و به سربازان نیروی هوایی اعطا می‌شود تا از خدمات برجسته و فوق‌العاده شایسته به ایالات متحده در حین خدمت در یک وظیفه یا موقعیت با مسئولیت بزرگ قدردانی شود. مدال خدمات برجسته توسط قانون کنگره ایالات متحده در ۶ ژوئیه ۱۹۶۰ ایجاد شد و برای اولین بار در سال ۱۹۶۵ اعطا گردید. قبل از ایجاد مدال خدمات برجسته در سال ۱۹۶۰، به سربازان نیروی هوایی ایالات متحده نشان خدمات برجسته (ارتش آمریکا) اعطا می‌شد. مدال خدمات برجسته معادل نشان خدمات برجسته (ارتش آمریکا)، نشان خدمات برجسته (نیروی دریایی ایالات متحده) و مدال خدمات برجسته گارد ساحلی است.
تفسیر عبارت «مسئولیت بزرگ» به این معنی است که این مدال اغلب فقط به افسرانی اعطا می‌شود که حداقل درجه سرلشکری دارند. با این حال، همان‌طور که برای اکثر نشان‌های نظامی مرسوم است، الزامات مدال خدمات برجسته هنگام اعطای پس از بازنشستگی با آزادی بیشتری تفسیر می‌شود. در نتیجه، این نشان اغلب برای یک سرتیپ بازنشسته است و در سال‌های اخیر به سرگروهبان ارشد نیروی هوایی پس از بازنشستگی نیز اعطا شده است. موارد اعطای این نشان به فردی که افسر عمومی یا سرگروهبان ارشد نیروی هوایی نبوده، غیرمعمول است. دو استثنای قابل‌توجه، فضانوردان سرهنگ باز آلدرین و سرهنگ دیوید اسکات (که با جمینای ۸، آپولو ۹ و آپولو ۱۵ پرواز کردند) هستند که دو بار این مدال را دریافت کردند.